# 여호사밧
여호사밧 또는 예호샤팟(히브리어: יְהוֹשָׁפָט→여호와는 심판하셨다, 기원전 870년경 - 848년경 재위)는 유다 왕국의 4대 왕으로 35세에 왕이 되어 25년간 유다 왕국을 통치하였다.

## 즉위
구약성경 열왕기상과 역대기하에 의거하면, 여호사밧은 유다 왕국의 3대 왕 아사왕과 실히의 딸 아주바의 아들로, 여호와 하나님을 잘 섬기고 하나님이 보시기에 바른 일을 하였다. 여호사밧은 35세에 왕으로 즉위하자, 이스라엘 왕국에 강경정책을 폈다. 그 일환으로 유다 왕국의 견고한 모든 성읍에 군대를 배치하였으며, 또 자신의 아버지 유다의 아사왕이 정복한 에브라임의 성읍들에도 수비대를 두었다.
여호사밧은 선왕이 처음에 살던 본을 따라 살았으며 바알들을 찾지 않았다. 이것을 보시고는 여호와께서는 그와 함께 하였다.
여호사밧이 오직 하나님만을 찾으며 하나님의 계명을 따라 살면서 이스라엘인들의 행위를 따르지 않았으므로, 여호와께서 여호사밧의 통치를 굳건하게 하시며, 온 유다 백성이 예물을 바치니 그의 부귀와 영광이 대단하였다. 그리고 전심으로 여호와의 길을 걸으며 아세라 목상들과 산당들을 유다에서 없애버렸다.
재위 3년에는 벤하일, 오바디야, 즈가리야, 느단엘, 미가야 등의 대신들을 유다 성읍들에 보내 백성들을 가르치게 하였다. 또 그들과 함께 스마야, 느다니야, 즈바디야, 아사헬, 스미라못, 여호나단, 아도니야, 토비야 등의 레위인들을 제사장 엘리사마와 여호람과 함께 파송했다. 파송된 그들은 여호와의 율법서를 가지고 유다 전국을 돌면서, 온 유다성읍들로 두루다니며 유다 백성들을 가르쳤다.

## 여호사밧의 강대함
이렇듯 유다가 강성해지자 사방의 모든 나라들이 두려움에 사로잡혀 여호사밧에게 전쟁을 걸지 못했다. 그리고 점차 사방의 나라들이 유다에 조공을 보내기 시작하여 블레셋인들은 은을 예물로 바쳤으며, 아라비아인들도 숫양 7700마리와 숫염소 7700마리를 가져왔다.
또한 여호사밧은 점점 더 강대해져서 유다에 견고한 요새와 국고성들을 건축하고 유다의 여러 성읍에 많은 공사를 하고 예루살렘에는 정예부대들을 배치하였다.
그리고 가문별로 병적에 오른 부대는 다음과 같다. 유다 가문의 천부장 중 아드나가 으뜸이 되어 그의 휘하의 30만명, 그 다음으로 지휘관 여호하난과 그의 부하 휘하의 군대 28만명, 그 다음으로 여호와을 위해 자원한 지그리의 아들 아마시야 휘하의 20만명, 베냐민 가문의 용장 엘리아다 휘하의 활과 방패를 잡은 20만명, 그 다음으로 여호사밧 휘하의 무장한 18만명이 있었다. 이들은 왕을 모시는 군사들이었으며, 이밖에도 왕이 유다 전국의 견고한 성읍들에 배치한 병사들이 있었다.

## 아람과의 길르앗 라못 전투
큰 부귀와 영광을 얻은 여호사밧은 이스라엘 왕국의 임금 아합과 혼인 관계를 맺어 그의 사돈이 되고, 몇 해 뒤에는 아합왕이 있는 이스라엘의 수도 사마리아로 내려갔다. 마침 아합은 아람에게 빼앗겼던 길르앗 라못을 공격할 계획을 진행 중이었는데, 아합왕은 여호사밧과 시종을 위하여 양과 소를 많이 잡고 여호사밧을 대접하였다. 아합은 여호사밧을 부추겨 함께 길르앗 라못의 아람군을 몰아내기로 했다. 그러면서 여호사밧은 아합에게 먼저 여호와의 말씀을 듣는 것을 권하였다. 이에 아합왕은 선지자 400명을 모으고 선지자들에게 "우리가 길르앗 라못을 치러 올라 가도 좋겠는가라고 말하니", 선지자들이 "올라가소서 하나님이 그 성읍을 왕의 손에 붙이시라라"고 말했다. 여호사밧은 여호와의 선지자가 또 없냐고 물으면서, 선지자 미가야를 불려오게 되었다.
그러나 출전 전에 불려온 이믈라의 아들 선지자 미가야가 아합왕이 패할 것이라고 예언을 했고 아합왕은 미가야를 옥에 가두고 출정했다. 아합왕과 여호사밧은 길르앗 라못을 공격했으나 전투 도중 아합이 한 아람 병사가 무턱대고 쏜 화살에 맞아 전사했고 이스라엘군이 철수하자 여호사밧의 유다군도 본국으로 철수했다.
여호사밧은 평안히 돌아와 예루살렘에 있는 그의 궁에 이르자 하나니의 아들 선견자 예후가 나와 여호사밧을 비판했다. "왕이 악한 자를 돕고 여호와를 미워하는 자들을 사랑하는 것이 옳으니이까. 그러므로 여호와께로부터 진노하심이 왕에게 임하리이다. 그러나 왕에게 선한 일도 있으니 이는 왕이 아세라 목상들을 이 땅에서 없애고 마음을 기울여 하나님을 찾음이니이다"라고 말하였다.

## 여호사밧의 개혁
여호사밧은 예루살렘에 머물다가 다시 나가서 브엘세바에서 에프라임 산악 지방의 백성들을 둘러보며 그들의 조상들의 하나님 여호와께 돌아오도록 하였다. 그는 유다 전역의 견고한 성읍에 재판관들을 임명하였다. 또한 예루살렘에도 레위인들과 사제들과, 이스라엘 족장들 가운데에서 사람들을 세워 여호와께 속한 일과 예루살렘 주민의 모든 송사를 재판하게 하였다.
이것으로 여호와와 관련된 모든 문제들은 대제사장 아마랴가, 왕과 관련된 모든 문제들은 유다 지파의 이스마엘의 아들 즈바드야가, 레위인들은 관리자로서 그들을 돕게 되었다.

## 암몬과의 전쟁
그 뒤에 모압인들과 암몬인, 마온인들이 여호사밧에게 싸움을 걸어왔다. 이들 무리는 하사손다말, 곧 엔게디까지 진격하였다는 정보가 여호사밧에게 들어왔다.
여호사밧이 두려워하여, 여호와께로 낯을 향하여 간구하고 온 유다 백성에게 금식령을 공포하니, 유다 백성이 여호와께 도우심을 구하려 유다 온 성읍에서 모여와서 여호와께 간구하였다. 간구기도를 하던 가운데 레위인 야하지엘에게 여호와의 영이 임하여 말한 대로 하기를 결정하였다.
유다군은 군사를 재정비하여 노래하는 자들로 택하여 거룩한 예복을 입히고 군대 앞에서 행진하여 여호와를 찬송하여 이르기를 “야훼께 감사하세 그의 인자하심이 영원하도다” 노래와 찬송이 시작될 때 여호와께서 복병을 두시어 유다를 치러 온 암몬인과 모압인과 세일 산 주민들을 치게 하시므로 그들이 패하였으니, 곧 암몬과 모압 자손이 일어나 세일 산 주민들을 쳐서 진멸하고 세일 산 주민들을 멸한 후에는 그들이 서로 쳐죽였다. 이에 여호사밧은 많은 전리품을 얻었는데 전리품이 너무 많아 그것을 다 거두는 데 3일이나 걸렸다고 한다.
4일째 날에 무리가 브라가(송축) 골짜기에 모여서 거기서 여호와를 송축하였다. 그리고 유다와 예루살렘 모든 사람이 다시 여호사밧을 선두로 하여 즐겁게 예루살렘으로 돌아왔다.
이 것으로 이방 모든 나라가 여호와께서 이스라엘의 적군을 치었다며 두려워하였으므로, 여호사밧의 나라가 태평하였으니 이는 그의 하나님이 사방에서 그들에게 평강을 준 까닭이라고 성경은 서술한다.

## 말년
여호사밧은 선왕 아사의 본을 따라 어김없이 그대로 하여 여호와 보시기에 바른 일만을 하였다. 그러나 산당만은 철거하지 아니하였으므로, 유다 백성이 여전히 마음을 정하여 그들의 조상들의 하나님께로 돌아오지 아니하였다.
그 뒤 여호사밧은 이스라엘의 왕 아하시야와 동맹을 맺고 에시온게벨에서 타르시스로 가 에피르에서 금을 가져오는 상선들을 만들었으나 마레사 출신의 예언자 도다와후의 아들 엘리에제르가 아하시야와 동맹을 맺은 것이 문제가 되어 더 이상 타르시스로 갈 수 없다고 예언하였다. 그의 예언대로 상선들이 다 부서져 더 이상 타르시스로 갈 수 없게 되었다.
여호사밧이 세상을 떠나자, 그의 조상들과 함께 다윗성에 장사되었다.